# Zanzibar Ocean View FC
Der Zanzibar Ocean View FC ist ein sansibarischer Fußballverein.
Der Verein entstand aus unzufriedenen Funktionären, Fans und Spielern des Vereines Miembeni SC im Jahr 2010. Der Verein wurde nach Rechtsentscheid des Verbandes in der Premier League aufgenommen. Gleich in der Debütsaison gelang ihm der Gewinn der bisher einzigen Meisterschaft. Damit qualifizierte sich der Verein für die CAF Champions League 2011, wo er bereits in der Vorrunde scheiterte. 2014/15 tauchte der Verein in Statistiken der vierten Liga Sansibars auf, die aktuelle Spielklasse ist nicht bekannt.

## Statistik in den CAF-Wettbewerben
| Wettbewerb                | Runde    | Gegner       | Hinspiel | Rückspiel |  |
| ------------------------- | -------- | ------------ | -------- | --------- |  |
|                           |          |              |          |           |  |
| CAF Champions League 2011 | Vorrunde | AS Vita Club | 1:1 (H)  | 0:3 (A)   |  |